# Tachyporinae
Tachyporinae zijn een onderfamilie uit de familie van de kortschildkevers (Staphylinidae). 